# Rossmere Lake
Rossmere Lake är en sjö i Algoma District i provinsen Ontario i den sydöstra delen av Kanada. Rossmere Lake ligger cirka 255  meter över havet.  Sjön har sitt utlopp i sydost och vattnet rinner i det väderstrecket till McGiverin Lake.